# Nabis van Sparta

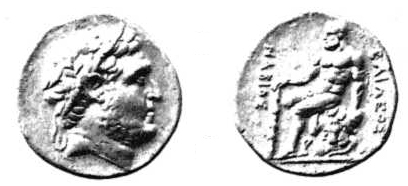
Munt met Nabis van Sparta

Nabis (Oudgrieks: Νάβις Nábis) was een Spartaanse avonturier en vrijbuiter, die zich tegen het einde van de 3e eeuw v.Chr. opwerkte tot tiran van Sparta.
Nabis, zoon van Demaratus, stamde waarschijnlijk af van de Spartaanse koning Demaratus. In 207 v.Chr. werd hij aangesteld tot voogd over de kleine Pelops, het minderjarige zoontje van de overleden koning Lycurgus. In deze hoedanigheid zag hij de geschikte kans zijn boosaardige ambities waar te maken. Om zich van iedere potentiële rivaal in de toekomst te bevrijden, liet hij niet alleen de jonge Pelops vermoorden, hij maakte ook snel brandhout van de sociale hervormingen die door koning Cleomenes III waren ingevoerd, en hij vervolgde alle welstellende en voorname burgers, die hij liet vermoorden of verbannen om beslag te leggen op hun vermogen.
Zelfs in ballingschap waren zijn slachtoffers niet veilig voor hem, want hij liet ze onderweg vermoorden door huurmoordenaars, en zelfs als zij al een veilig onderkomen meenden te hebben gevonden konden zij nog ten prooi vallen aan ingehuurde sluipmoordenaars. Bemiddelde burgers die niettemin in Sparta achterbleven, werden voortdurend afgeperst en gruwelijk gefolterd indien zij zijn hebzucht niet bevredigden. Met het fortuin dat hij met deze en andere ongure praktijken (onder meer tempelroof) vergaard had, onderhield hij een grote troepenmacht van huurlingen die hij ronselde onder het gespuis van allerlei pluimage. Heloten en slaven beloonde hij met grondbezit om ze aan zich te binden. Op deze manier had hij in korte tijd van Sparta een schurkenstaat gemaakt, waar vrijbuiters van alle slag een toevlucht vonden in geval van nood. Zijn echtgenote Agape hoefde in boosaardigheid niet voor hem onder te doen.
Wanneer Nabis voor het eerst met de Romeinen onderhandelde is niet met zekerheid geweten, maar wij treffen hem aan als bondgenoot van Rome bij een in 204 v.Chr. gesloten verdrag met Philippus V van Macedonië. De straffeloosheid die hij daarbij ondervond, inspireerde Nabis tot steeds grotere ambities: hij wenste opnieuw de gehele Peloponnesos onder Spartaanse controle te krijgen. Toen een van zijn stalknechten, samen met Boeotische medeplichtigen een waardevol paard had gestolen, liet hij de dieven achtervolgen. Zij werden gevat in Megalopolis, waar de stedelijke overheid toeliet de dief én het paard mee te nemen. De magistraten weigerden echter ook de Boeotiërs uit te leveren. Dit voorval greep Nabis aan om een strafexpeditie te ondernemen op het grondgebied van Megalopolis. In de nasleep veroverde hij ook de stad Messene, ook al was deze op dat ogenblik geallieerd met Sparta.
Als reactie trok Philopoemen in de winter van 202/201 v.Chr. op naar Messene, waarna Nabis de stad moest ontruimen, en toen Philopoemen leider van de Achaeïsche Bond was geworden kon hij tijdelijk afrekenen met Nabis, maar deze wist zijn evenwicht te herstellen nadat Philopoemen werd vervangen door minder bekwame leiders. Het was toen dat Philippus V zich in de strijd mengde. Hij toonde zich bereid Nabis terug te drijven, op voorwaarde dat de Achaeïsche Bond hem zou steunen tegen Rome. Dit voorstel werd afgewezen, waardoor Philippus lijdzaam toekeek hoe Nabis de controle over Argos overnam en ook in deze stad overging tot zijn beproefde methoden van afpersing.
Een tijd later koos hij, onder indruk van de Romeinse militaire macht, partij voor Flaminius, maar deze brak weer met hem en verklaarde Sparta de oorlog. Nabis werd uiteindelijk gedwongen een vredesverdrag te sluiten en af te zien van verdere militaire ambities. Vanaf toen had Nabis zijn meerdere gevonden. Na het vertrek van Flaminius probeerde hij nog eenmaal zijn vroegere machtspositie in de Peloponnesos te herstellen, maar dat zou uiteindelijk slecht aflopen. In een poging tot staatsgreep werd hij in 192 v.Chr. vermoord door Aetolische hulptroepen.
De belangrijkste bronnen over het leven en de politiek van Nabis zijn Livius, Pausanias en Polybius. Als burger van Megalopolis heeft Polybius mogelijk een overdreven negatief beeld van de avonturier Nabis geschetst.